# エレクトリックベース
エレクトリック・ベースギター（electric bass guitar エレクトリック・ベース、エレキベースとも）とは電気楽器の一種であり、低音部の撥弦楽器である。日本では「エレクトリック・ベースギター」と略さずに呼ばれることは少なく、エレキベース、ベースギター、あるいは単にベースと呼ばれる（本項本文では主にエレキベースと表記する）。弦は基本的に4本。5本や6本以上のものは多弦ベースとも呼ばれる。ポピュラーな楽器だが、1940年代に登場した際には非常に高価な楽器だった。ベース弦もギター弦に比べると高価である。また左利き用ベース本体価格は新品の場合、右利き用の概ね25％程度の価格増しとなる。
世界初のフレット付きのエレキベースは、1951年に発売されたフェンダー社のプレシジョンベース（現テレキャスターベース）である。

## 概要
「エレクトリックベース」とは、「エレクトリックのベースギター (electric bass guitar)」 のことである。本来「エレクトリックベース」は「電気信号を別個の増幅発音機器に送る低音域用の弦楽器」という意味で、「それ自体に音を拾う機能（ピックアップ）がある低音域用の弦楽器」である「アコースティック・ベース」の対義語である。しかし、エレキベースが世に出た当初は、他にこのような電気信号式のベースはなかったことから、ほぼ排他的に「エレクトリックのベースギター」を指す語となった。1970年代以降は従来のパッシブベースに比してノイズが少なく周波数帯域が広いミュージックマンやスペクター、EMG、バルトリーニTCTに代表されるプリアンプ回路やアクティブピックアップを持ったアクティブベースも普及している。
米国での「フェンダーベース」という呼称は、初めて量産されたフェンダー社のプレシジョンベース、およびその後継機種であるジャズベースの流通量の豊富さ、ミュージシャンの使用頻度の高さによる。
電気楽器の「ベースギター (bass guitar)」の他に電子楽器シンセ・ベースも存在するが、シンセ・ベースは低音域を担当するというだけで弦楽器ではなく鍵盤楽器である。
かつてエレクトリック・ギターや同ベースは混同されて通称「エレキ」とも呼ばれたが、これらは単にギターとかベースと呼ぶことも多い。
ベース奏者のことを「ベーシスト (Bassist)」、「ベースマン」と呼ぶ。

## 著名な奏者
著名なベーシストとしては、ファンク、R&B系ではブーツィー・コリンズ、フレッド・トーマス（JBズ）、ラリー・グラハム、ジェームス・ジェマーソン（モータウン）、ドナルドダック・ダン（スタックス）、マーク・アダムス（スレイブ）、バーナード・エドワーズ（シック）、ロバート・クール・ベル、トミー・コグビル、ジェリー・ジェモット、マーシャル・"ロック"・ジョーンズ（オハイオ・プレイヤーズ）、ルイス・ジョンソン、チャック・レイニー、フイル・チェンらがいた。
また、ロック系ではアンディ・フレイザー、メル・サッチャー（グランド・ファンク・レイルロード）、ロジャー・グローヴァー、ポール・マッカートニー、ビル・ワイマン、ジョン・ポール・ジョーンズ、ジョン・エントウィッスルらが、ジャズ・クロスオーバー・フュージョンでは、エイブラハム・ラボリエル、マーカス・ミラー、ウィル・リー、ポール・ジャクソン、スタンリー・クラーク、ジャコ・パストリアスらがいる。
エイブラハム・ラボリエルはエイブ・ラボリエル名義で、ハーブ・アルパート「ライズ」でベースをプレイしている。また、フィル・チェンはロッド・スチュワート「アイム・セクシー」でベースを担当した。R&B系・ジャズ・クロスオーバー系のベース奏者は録音スタジオでセッション・ミュージシャンとしても働く者が多く、初見に強かった。ジェームス・ジェマーソン（モータウン）は、ポール・マッカートニーら、他のベーシストに大きな影響を与えた。ウィルトン・フェルダー、スティーヴ・ワシントン（元スレイブ）、フィル・アップチャーチらは、ベースだけでなく、他の一部の楽器も同様のレベルで演奏できる、マルチ・プレイヤーだった。フュージョン・バンドでは、スタッフは東海岸を拠点にし、ベースはゴードン・エドワーズが担当していた。ザ・クルセイダーズは西海岸を拠点に活動していたが、ロバート・ポップウェルらが交代でベースを担当し、固定的なベーシストを置かない傾向があった。

## 詳細/調弦
通常弦は全て巻弦でラウンドワウンドとフラットワウンドがあり演奏するジャンルによって選択される。音高はギターでいう3-6弦の1オクターブ下が1-4弦に相当する。音域が低いため、楽譜上はヘ音記号で記譜する。5弦の場合、主にローB（Low-B）がE弦から4度低い音程として設定される（ハイC(High-C)の場合はG弦より4度高い音程となる）。ライブでは4弦ベースの演奏性と音色を損なわず（5弦ベースはネックの質量が増える為に4弦よりも倍音が減る）にローBの音域を得る為、G弦を張らず4弦ベースに下からB、E、A、Dの各弦を用いて調弦したものも見られる。これは男声ボーカルモノを女声用アレンジに変更する場合（逆もある）やポール・チェンバースなどコントラバス奏者とその時代においても（調弦や録音のミス等もあるが）ハード・バップ等のモダンジャズでいわゆるローDに相当する音が使われる事もあったため、それらにも対応する演奏性を考慮した工夫と言える。他にはE弦のペグをワンタッチでD音に落とすベース用Dチューナー（いわゆるヒップショット、変則チューニングとなり慣れが必要）やフィリップ・クビキ・ファクターベースのようにE弦ヘッド部にストリングクラスプ「D」ストリングチューニングメカニズムを用いてテンションや押し弦のポジションを変えることなくローDを得られる仕組みを持った物もあった。ジミ・ヘンドリックスなどロック系で多く見られた半音下げ（4弦の場合、全てを♭E♭A♭D♭Gとする）ものもある。

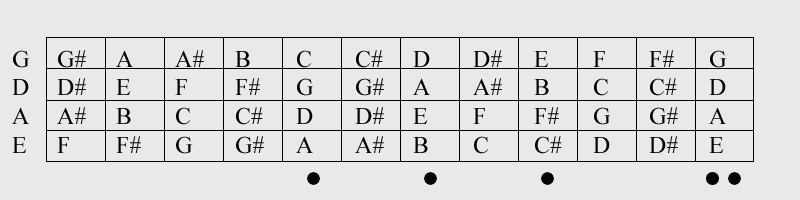
標準的な4弦ベースのチューニング。もっとも低い4弦（一番下）の最低音はE1

## コントラバスとの比較
エレキベースは、音域や演奏上のパートから見ればコントラバスの電気信号型と見なすこともできるが、その用途、構造、形状、発音方式、増幅方式などは概ねエレキギターに準じており、実態は低音域を演奏することに特化したエレキギターとも言える。
エレキベースとコントラバスの主な違いは以下の通り：
|          | コントラバス                                                             | エレキベース                                            | 備考 |
| -------- | ------------------------------------------------------------------------ | ------------------------------------------------------- | --- |
| サイズ   | ・等身大ほどの大きさ                                                     | ・通常のギターとほぼ同等 [1]                            | 両者は弦長（スケール）が異なる為に、指板を押さえるポイントが異なる。またテンションが違う為に演奏性や音質が異なる。 |
| 演奏形態 | ・楽器脇に立って弾く ・専用の椅子に座って弾く                            | ・立って肩から吊るして弾く ・着席し膝の上に乗せて弾く   | アコースティック・ベースもエレキベースと同様。 |
| 奏法     | ・ボウイング ・ピッツィカート ・スラッピング ・グリッサンド ・タッピング | ・ピッキング ・スラッピング ・タッピング ・グリッサンド | 独特の音響効果を得るためにエレキギターでボウイングをすることは稀にあるが、エレキベースでボウイングをすることはまずない。 |
| フレット | ・ない                                                                   | ・ある [2]                                              | フェンダー社最古のエレキベース商標は「プレシジョン・ベース」である。「プレシジョン」とは英語で「正確」という意味で、フレットを付けたことにより誰でも容易に正確な音程を出せるようになったことを表した命名である。コントラバスにはフレットがないので、ある程度の修練を積んだ者でなければ正確な音程で弾くことは難しい。 |

## エレキベースの種類

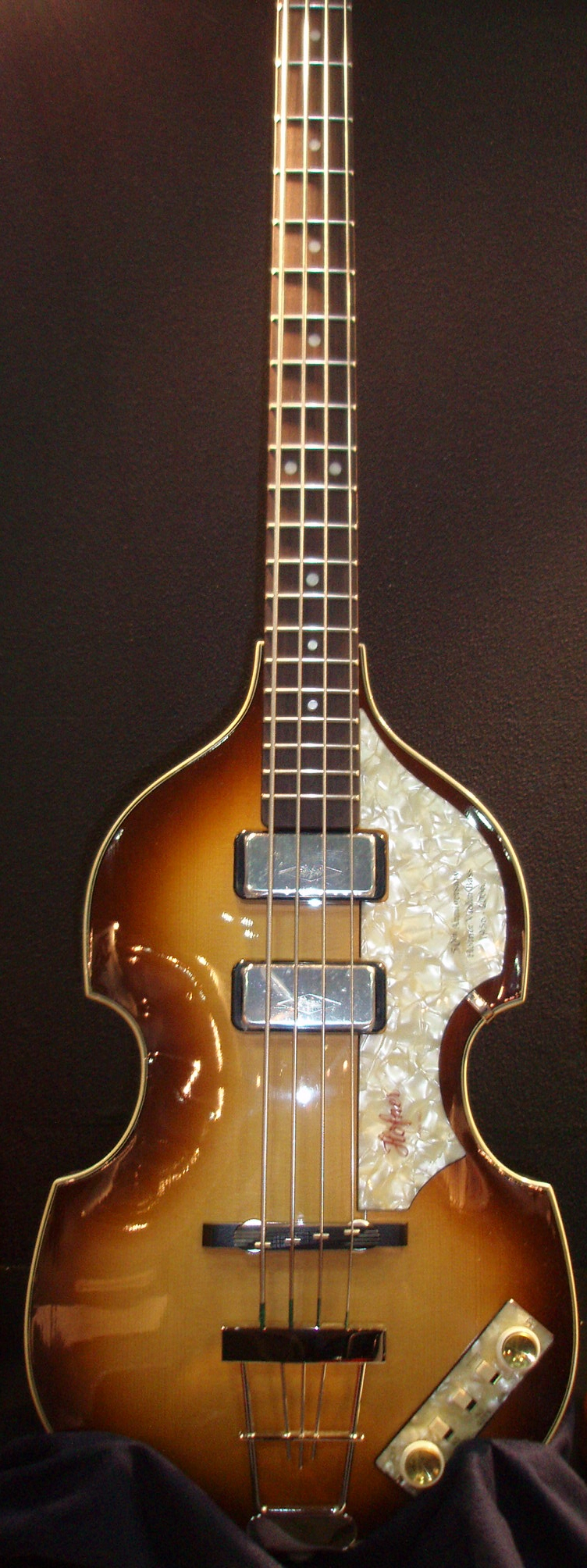
4弦ベース　Höfner500/1 "violin bass"

エレキベースの主な種類をカテゴリごとに記載する。

### ボディの特徴による分類[13]
- ソリッド・タイプ（ボディに空洞がない）
- ホロウ・タイプ（ボディに空洞がある）
- セミホロウ・タイプ（センターブロックと呼ばれるものでボディ内が二分されており、両サイドに空洞がある）

### 弦の本数による分類
前述したようにエレキベースは4弦が基本だが、5本以上の弦を持った多弦ベースや、3弦以下の少弦ベースなどが存在する。5弦ベースや6弦ベースは比較的頻繁に使用されるが、7弦以上のベースや少弦ベースになるとプレイヤー数も多くないため、チューニングの音がプレイヤーによってバラバラで確立された音はない。下に示すものは一つの例である。

#### 多弦ベース
- 5弦ベース（チューニングは低音弦からLow-B、E、A、D、G）（E、A、D、G、High-Cのものも存在する）
- 6弦ベース（チューニングは低音弦からLow-B、E、A、D、G、High-C）
- 7弦ベース（チューニングは低音弦からLow-B、E、A、D、G、High-C、High-Fなど）
- 8弦ベース（チューニングは低音弦からE、A、D、Gでそれぞれに1オクターブ高い複弦が1つ張られている）
- 12弦ベース（チューニングは低音弦からE、A、D、Gでそれぞれに1オクターブ高い複弦が2つ張られている）

このように、ギターより多い弦のベースも多数ある。

### フレットの有無による分類[14]
- フレテッド・ベース（指板にフレットが打ち付けられている）
- フレットレス・ベース（指板にフレットが打ち付けられていない）

### ピックアップによる分類[15]
- プレシジョンベース・タイプ（スプリットコイル・ピックアップが1つ）
- ジャズベース・タイプ（シングルコイル・ピックアップが2つ）
- ハムバッカー・タイプ（ハムバッカー・ピックアップが1つもしくは2つ）
- PJタイプ（スプリットコイル・ピックアップが1つ、シングルコイル・ピックアップが1つ）

プレシジョンベース、ジャズベースというのは本来フェンダー社のブランド名であったが、同じ特徴のベースが様々な会社で制作されたため、一般名称化してきている。

### プリアンプの有無による分類[15]
- パッシブベース（プリアンプが内蔵されていない）
- アクティブベース（プリアンプが内蔵されている）